# Amore parigino
Amore parigino (Parisian Love) è un film muto del 1925 diretto da Louis J. Gasnier.
Una copia del film ancora persiste.

## Trama
Gente di strada Armand e Marie sono follemente innamorati, e lei persuade Armand e altri membri della banda a rapinare la casa di Pierre Marcel, un ricco scienziato. La polizia scioglie la rapina ma Pierre nasconde Armand da loro perché ha impedito a un membro della banda di pugnalarlo, ma Armand è ferito nel farlo. Quando Armand riacquista la sua salute, Pierre lo porta in giro per la città e lo presenta a molte donne, e Armand non ha obiezioni. Marie, gelosa delle donne, giura vendetta su Marcel. Si incontrano e lui si innamora di lei, e sono sposati mentre Armand è via a Londra. Durante la loro prima notte di nozze, Marie dice a Marcel di essere un apache e la sua vendetta è completa, e si precipita tra le braccia di Armand. Ma un altro Apache, innamorato di Marie, la ferisce con un colpo di pistola.

## Produzione
Lanciato come un "melodramma apache" imperniato su un triangolo amoroso complesso e osé, "Amore Parigino" fu una normale produzione della compagnia di B. P. Schulberg distribuita dalla Preferred Pictures. Il film proponeva l'unione di due dei più popolari attori sotto contratto con Schulberg, la sbarazzina Clara Bow e Donald Keith. I due attori avevano già interpretato assieme "Free To Love, e avrebbero in seguito interpretato anche The Plastic Age, un film di grande successo. Questo film è precedente alla sorprendente ascesa di Clara Bow nel firmamento delle stelle con "The Plastic Age"; ma malgrado Schulberg pretendesse da lei che interpretasse ben quattordici pellicole nel corso del 1925, i critici la ritennero particolarmente dotata in "Amore Parigino". Inoltre la bravura registica di Gasnier, meglio noto per aver diretto il classico serial "The Perils of Pauline", dà un ritmo veloce e godibile al racconto.

## Distribuzione
Distribuito dalla Preferred Pictures, il film uscì nelle sale cinematografiche il 1º agosto 1925 negli Stati Uniti.

### Date di uscita
IMDb
- USA 1 agosto 1925
- Regno Unito 7 gennaio 1926 (Londra)
- Regno Unito 19 luglio 1926
- Finlandia 10 settembre 1928
- Portogallo 1 giugno 1931

Alias
- Brasile / Amor Parisiense
- Portugal / Amor Parisiense
- Svezia / Apacheflickan